# Gish
Gish je debutové album The Smashing Pumpkins vydané 28. května 1991. Projevuje se na něm jejich počáteční styl grunge přes který postupně přešli k alternativnímu rocku. Bylo nahráváno od konce roku 1990 do jara 1991 pod producentským dohledem Butche Viga. Gish se v americkém žebříčku vyšplhalo na 195. místo a do roku 2005 se ho v USA prodalo 1,1 milionu.
Písně I Am One, Rhinoceros and Bury Me byly už na demo nahrávkách z roku 1989.

## Seznam písní
Autorem všech skladeb je Billy Corgan, pokud není uvedeno jinak.
| Pořadí | Název                    | Autor             | Délka |
| ------ | ------------------------ | ----------------- | ----- |
| 1.     | I Am One                 | Corgan, James Iha | 4:07  |
| 2.     | Siva                     |                   | 4:20  |
| 3.     | Rhinoceros               |                   | 6:32  |
| 4.     | Bury Me                  |                   | 4:48  |
| 5.     | Crush                    |                   | 3:35  |
| 6.     | Suffer                   |                   | 5:11  |
| 7.     | Snail                    |                   | 5:11  |
| 8.     | Tristessa                |                   | 3:33  |
| 9.     | Window Paine             |                   | 5:51  |
| 10.    | Daydream/I'm Going Crazy |                   | 3:08  |

## Singly
- I Am One – na CD s Plume a Starla
- Siva – limitivaná edice s Window Paine
- Rhinoceros – je na Lull EP

## Složení kapely
- Billy Corgan – zpěv, kytara, produkce
- James Iha – kytara, zpěv
- D'arcy Wretzky – basa, zpěv
- Jimmy Chamberlin – bicí